# Сталинградгидрострой
Сталинградгидростро́й МВД СССР — строительное управление, образованное в августе 1950 года для строительства Сталинградской ГЭС (ныне Волжская ГЭС). Располагалось в г. Сталинград. Имело в подчинении 2 исправительно-трудовых лагеря: Ахтубинский (с 1950 г.) и Усольгидролес (с 1951 г.).
К 1953 году в обоих лагерях содержалось 29 618 заключённых. В марте того же года Сталинградгидрострой был ликвидирован, лагеря переданы в ГУЛАГ Министерства юстиции.

## Директора
- 1950—1953 гг. — Логинов Ф. Г., Генеральный директор электростанций 2 ранга.
- 1953—1955 гг. — ?
- 1955—1956 гг. — Гаевский Ю. И.
- 1956—1962 гг. — Александров А. П.